# جيمس إف. هودغ جونيور
جيمس إف. هودغ جونيور (بالإنجليزية: James F. Hoge, Jr.)‏ هو محرر وصحفي أمريكي، ولد في 1935.

## وصلات خارجية
- جيمس فولتون هوغ الابن على موقع IMDb (الإنجليزية)
- جيمس فولتون هوغ الابن على موقع إن إن دي بي (الإنجليزية)